# Crossman River
Der Crossman River ist ein Fluss im Südwesten des australischen Bundesstaates Westaustralien. 

## Verlauf
Der Fluss entspringt rund zwölf Kilometer nördlich von Williams. Er fließt in nordwestlicher Richtung entlang des Albany Highways bis zu seiner Mündung in den Hotham River, ungefähr drei Kilometer westlich von Crossman.